# Katekumen
En katekumen är en person som genomgår undervisning i kristendomen i avsikt att döpas. Beteckningen används som regel för vuxna som fötts in i en annan religion och avser att konvertera till kristendomen. För dem som konverterar från ett kristet samfund till ett annat, brukas sällan beteckningen, även om också dessa personer genomgår undervisning före omvändelsen.
Ordet katekumen kommer av grekiskans κατηχούμενος (katēchoumenos), och betyder "en som undervisas". Det är besläktat med ordet katekes, κατηχισμός, undervisning. Beteckningen används av dem som menar att konvertering, som motsats, är en plötslig inre omvändelse, och är det gängse språkbruket i formella sammanhang inom till exempel Katolska kyrkan för dem som håller på att upptas i kristenheten. I den allmänna innebörden användes ordet katekumenklass förr på svenska om en klass konfirmander. Idag används ordet katekumenat även som beteckning på samtalsgrupper inom Svenska kyrkan för dem som är nyfikna på kristen tro.
Katekumener kallades redan i den äldsta kyrkan de som för att erhålla det kristna dopet undervisades i den kristna tron. Under den apostoliska tiden var denna undervisning mycket enkel och skedde utan några närmare bestämmelser. Men när kyrkan växte fick katekumenundervisningen en bestämd organisation. Den överlämnades då åt särskilt därtill förordnade lärare (kateketer); tiden för katekumenatet bestämdes av synoden i Elvira (305) till två år och av de så kallade apostoliska konstitutionerna (från början av 300-talet) till tre år. Innan dess var det inte ovanligt att människor fortfor att vara katekumener i flera år utan att döpas - ibland döptes de först på sin dödsbädd; Konstantin den store torde vara det mest välkända exemplet. Augustinus var ytterligare en under denna tid som dröjde länge med dopet efter att ha blivit upptagen som katekumen.
Från samma tid, början av 300-talet, indelades katekumenerna i tre klasser: 
1. akroomenoi eller audientes (åhörare), vilka efter predikans slut måste avlägsna sig från gudstjänsten.
2. gonyklinontes eller genuflectentes (knäböjande), vilka fick stanna kvar efter predikan och knäböjande övervara församlingens förbön för dem samt mottaga biskopens välsignelse, men som skulle avlägsna sig före nattvardsfirandet.
3. fotizomenoi eller competentes (upplysta, skickliga), vilka ansågs redo att döpas, och åt vilka dessförinnan då först muntligen delgavs till inlärande trosbekännelsen till Faderns, Sonens och Andens namn (enl. Matteusevangeliet 28: 19) med tillägg i huvudsaklig överensstämmelse med det nuvarande så kallade Apostoliska symbolum, vilken benämning tidigt upptogs jämte de äldre benämningarna paradosis apostolike (den apostoliska traditionen) och regula fidei (trosregeln).

Efter trosbekännelsen delgavs katekumenerna på samma sätt Herrens bön. Denna sista undervisning kallades "arkan-disciplinen" (den hemliga undervisningen), emedan såväl bekännelsen som Herrens bön strängt hemlighölls för alla icke-kristna. Därefter skedde dopet. 
Katolska kyrkans regler för katekumener reviderades vid Andra Vatikankonciliet. För samfund som praktiserar vuxendop är det regel att barn och ungdomar är katekumener fram till dopet, men beteckningen används sällan.